# Виланкулуш
Виланкулуш (Виланкуло; порт. Vilankulo, Vilanculos) — город в Мозамбике. Находится на побережье Мозамбикского пролива и близ архипелага Базаруто. Является частью провинции Иньямбане и административным центром одноимённого округа. Виланкулуш популярен среди туристов из-за наличия диких пляжей.
Населённый пункт был создан 23 июля 1913 года, а 18 апреля 1964 года был преобразован в районный центр. 25 февраля 2020 года Виланкулуш получил статус города. Площадь муниципалитета Виланкулуш составляет 78,8 км². По данным переписи 2007 года в нём проживает 38 432 жителя
Действующим главой города является Уильям Симау Тунзин (с 2018 года). Ранее мэрами были Абилиу Мачадо (2013—2018) и Сулемане Амуги (1998—2013). Все трое являлись представителями партии ФРЕЛИМО.
Близ города находится аэропорт Виланкулуш, который обслуживает рейсы до Йоханнесбурга и Мапуту.
В городе базируется одноимённая футбольная команда, которая неоднократно выступала в чемпионате Мозамбика. В 2022 году Виланкулуш принимал розыгрыш Кубка африканских наций по пляжному футболу, а на церемонии открытия выступал президент Мозамбика Филипе Ньюси.
Уроженкой Виланкулуша является мозамбикская революционерка Жозина Машел (1945—1971).

## Города-побратимы
- Ален (Германия)[10]

## Галерея

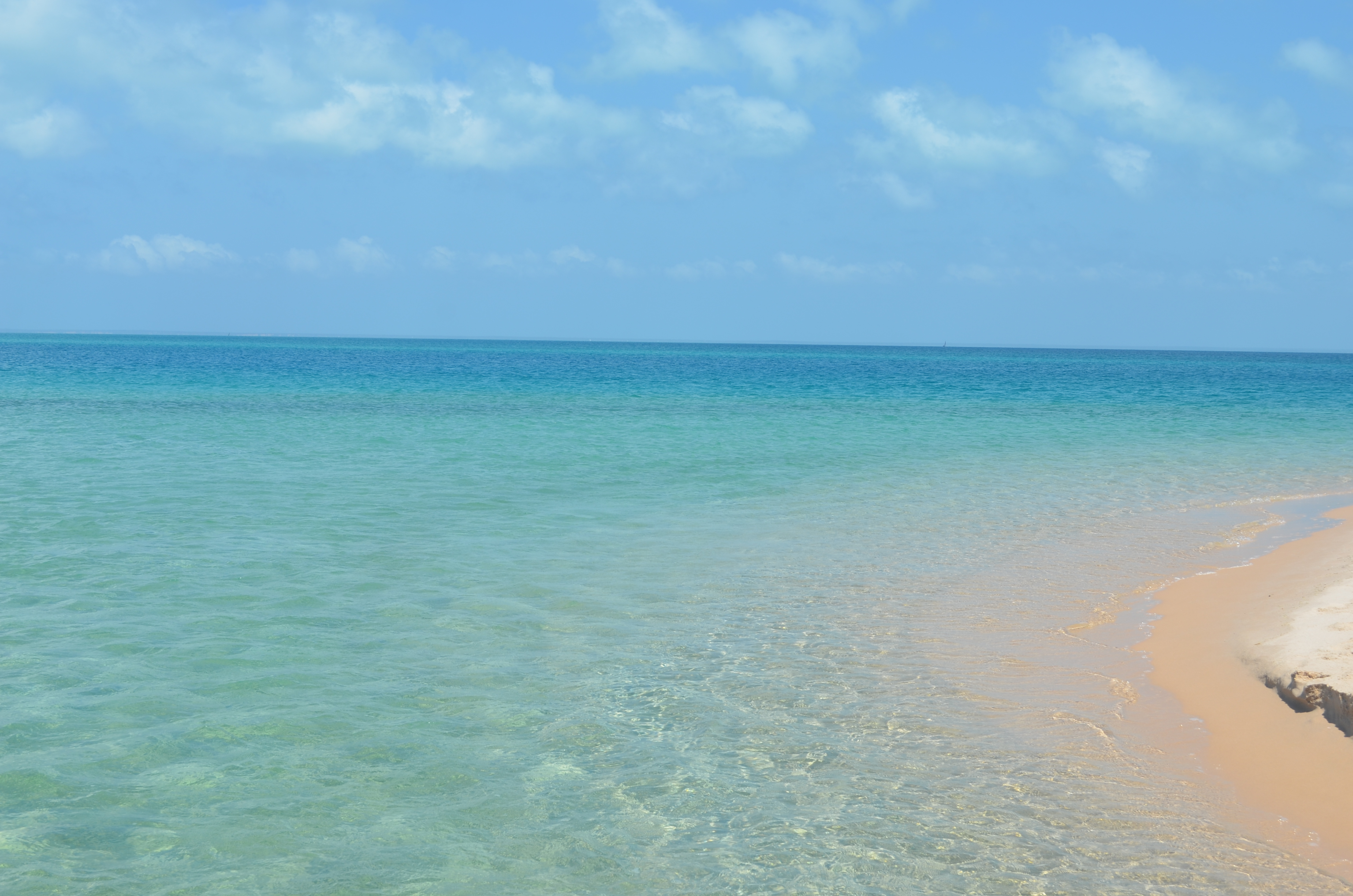
Пляж
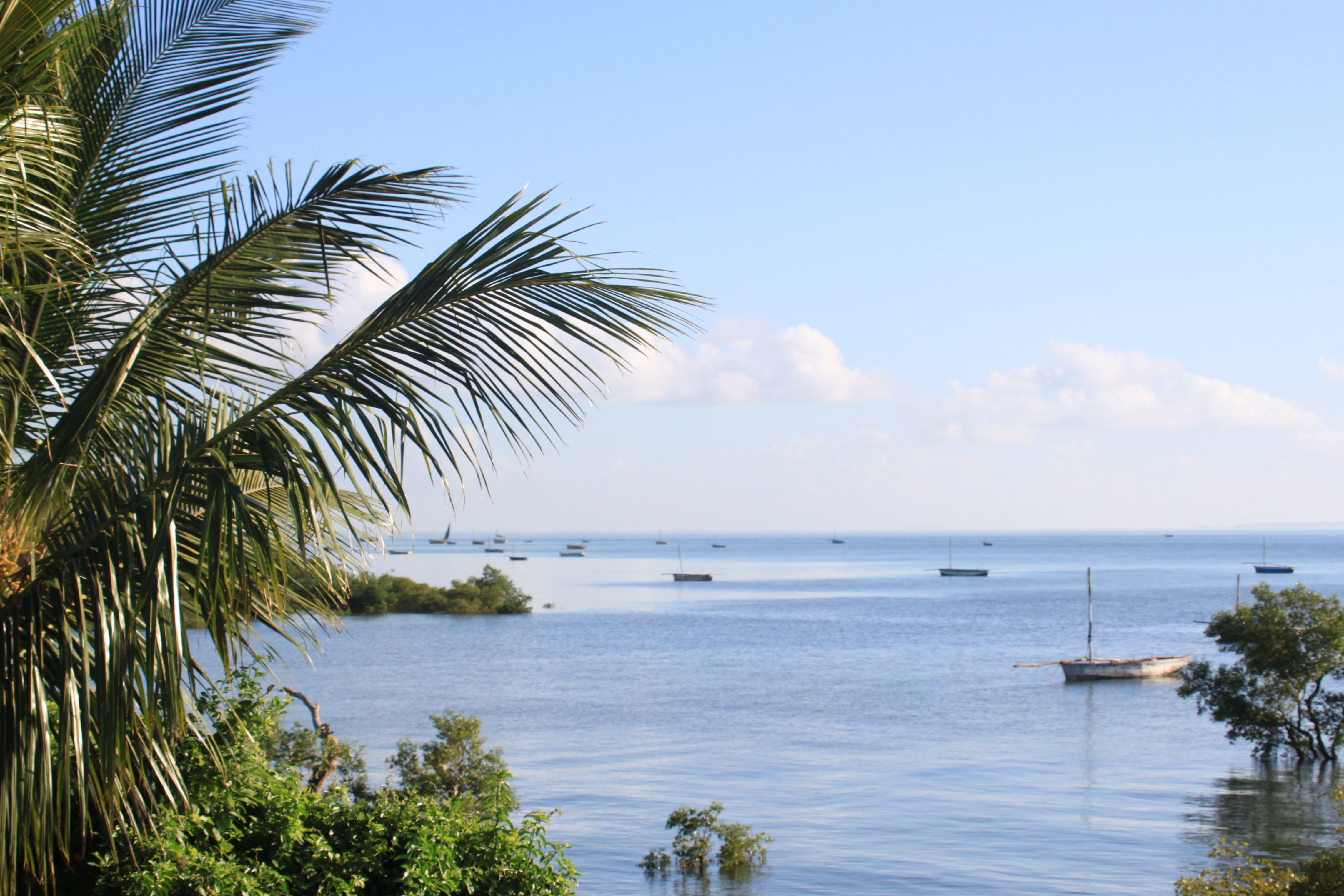
Вид на пролив
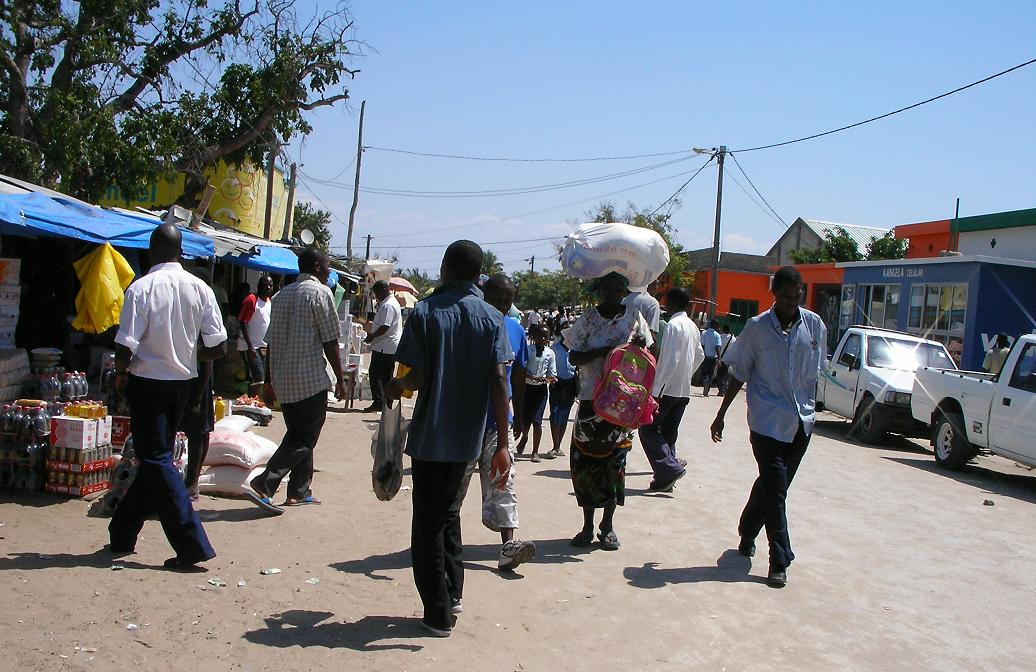
Центр города